# Gare de Hoelschloch
La gare de Hoelschloch, anciennement Hoelschloch - Surbourg, est une gare ferroviaire française de la ligne de Vendenheim à Wissembourg, située sur le territoire de la commune de Surbourg, à proximité immédiate du hameau de Hoelschloch (faisant partie de Merkwiller-Pechelbronn), dans la collectivité européenne d'Alsace, en région Grand Est.
C'est une halte de la Société nationale des chemins de fer français (SNCF), desservie par des trains express régionaux du réseau TER Grand Est.

## Situation ferroviaire
Établie à 159 mètres d'altitude, la gare de Hoelschloch est située au point kilométrique (PK) 36,632 de la ligne de Vendenheim à Wissembourg, entre les gares de Walbourg et de Soultz-sous-Forêts.

## Histoire
En 2014, c'est une gare voyageur, dénommée « Hoelschloch », d'intérêt local (catégorie C : moins de 100 000 voyageurs par an de 2010 à 2011), qui dispose d'un quai (section à voie unique) et un abri.

## Fréquentation
De 2015 à 2024, selon les estimations de la SNCF, la fréquentation annuelle de la gare s'élève aux nombres indiqués dans le tableau ci-dessous.
| Année     | 2015   | 2016   | 2017   | 2018   | 2019   | 2020   | 2021   | 2022   | 2023   | 2024   |
| --------- | ------ | ------ | ------ | ------ | ------ | ------ | ------ | ------ | ------ | ------ |
| Voyageurs | 20 874 | 21 663 | 18 232 | 18 341 | 20 638 | 15 442 | 17 942 | 24 275 | 21 391 | 21 270 |

## Service des voyageurs

### Accueil
Halte SNCF, c'est un point d'arrêt non géré (PANG) à accès libre. Elle n'est pas équipée d'automates pour l'achat de titres de transport.

### Desserte
Hoelschloch est une halte voyageurs du réseau TER Grand Est, desservie par des trains express régionaux la relation Strasbourg - Wissembourg (ligne 34).

### Intermodalité
Un parking est aménagé.